# Taupo Motorsport Park
Pour les articles homonymes, voir Taupo (homonymie).
Le Taupo Motorsport Park  est un complexe sportif consacré aux sports mécaniques situé à Taupo, en Nouvelle-Zélande.